# فلورايد موضعي
الفلورايد الموضعي (بالإنجليزية: Topical fluoride) هي مواد تحتوي على الفلورايد تستخدم في الوقاية من تسوس الأسنان وعلاجه أيضًا خاصة في الأسنان الأولية للأطفال. يُعزى سبب شيوع مادة الفلورايد في الوقاية والعلاج من التسوس إلى عدة آليات عمل بما في ذلك إعادة تمعدن طبقة الميناء منزوعة الكالسيوم وتثبيط عمل البكتريا المسؤولة عن تكون لويحات الأسنان وزيادة مقاومة الأسنان للمواد الحمضية. يتوفر الفلورايد الموضعي بتراكيز مختلفة على هيئة معجون للأسنان وغسول للفم وجل موضعي يضعه الطبيب، كما تختلف كمية امتصاص مادة الفلورايد من قبل الأسنان بحسب التركيز ونوع المادة المستخدمة، يتوفر الفلورايد في المحاليل على شكل فلوريد الصوديوم وفلوريد ستانوس وفلوريد ديامين الفضة. قد يتعرض بعض الأشخاص لآثار جانبية بعد التعرض المباشر للفورايد الموضعي مثل الحساسية وتهيج الجلد وتسمم الأسنان بالفلور، في الحالات الشديدة قد تؤدي جرعة زائدة من الفلورايد إلى تسمم حاد لذلك يجب استخدامه بحذر شديد لتجنب الآثار الجانبية غير المرغوب بها.

## الاستخدامات الطبية
يستخدم الفلورايد الموضعي في لمنع وتوقف تطور تسوس الأسنان خصوصًا في الطفولة المبكرة، ويمكن استخدام المنتجات المنزلية مثل معجون الأسنان وغسول الفم المحتوي على الفلورايد بشكل منتظم في المنزل بينما يُستخدم الفلورايد الهلامي من قبل المتخصصين في عيادات الأسنان.

## آلية العمل
يعمل الفلوريد الموضعي على منع تسوس الأسنان المبكر بشكل أساسي من خلال ثلاث طرق: تعزيز إعادة تمعدن طبقة الميناء منزوعة الكالسيوم وتثبيط عمل البكتريا المسؤولة عن تكون لويحات الأسنان وزيادة مقاومة الأسنان للمواد الحمضية.

## أنواع الفلورايد الموضعي

### معجون الأسنان
يعتبر مستوى الفلورايد الموضعي الموجود في معاجين الأسنان المخصصة للاستخدام اليومي هي العامل الرئيسي الذي يساهم في التقليل من تسوس الأسنان خلال العقود الأخيرة، يُصنف معجون الأسنان الذي يحتوي على الفلورايد إلى نوعين: وهما معجون أسنان ذو نسبة منخفضة من الفلورايد تتراوح بين 0.22% إلى 0.31% ومعجون أسنان ذو نسبة عالية الفلورايد يحتوي على 1.1% أي أربع مرات أكثر تركيزًا من معجون الأسنان منخفض الفلورايد.
يجب أن يتجنب الأشخاص الذين يستخدمون معجون الأسنان الذي يحتوي على نسبة عالية من الفلورايد تجنب تناول الطعام أو شطف أفواههم لمدة 30 دقيقة على الأقل بعد العلاج للحصول على أقصى تأثير علاجي.

### غسول الفم
عادة ما يستخدم غسول الفم بالفلورايد كعلاج مساعد مع منتجات الفلوريد الموضعية الأخرى ويأتي على شكل كلوريد الصوديوم الذي يُحفظ في الفم بعد البصق ليساعد في منع تسوس الأسنان.
يُستخدم غسول الفم بتركيز 0.02% من الفلورايد مرتين يوميًا، بينما يُستخدم غسول الفم بتركيز 0.05% من الفلورايد مرة واحدة يوميًا في وقت النوم بعد تفريش الأسنان جيدًا.
يجب على الأشخاص الذين يستخدمون غسول الفم الذي يحتوي على نسبة عالية من الفلورايد تجنب تناول الطعام أو شطف أفواههم لمدة 30 دقيقة على الأقل بعد المضمضة للحصول على أقصى تأثير علاجي.